# Kerbala
Kerbala, Karbala sau Kerbela (ar.: كربلاء Karbalā’) este un oraș în Irak, situat la aproximativ 100 de kilometri sud-vest de Bagdad. Pentru islamul șiit este unul dintre locurile sacre, de aceeași însemnătate ca Mecca, Medina, Ierusalim și Najaf.

## Monumente
- Moscheea Imamului Hussein